# Armellini Chiappi
Armellini Chiappi (Roma, 2 dicembre 1879 – Wöllstein, 4 novembre 1944) è stato un generale italiano, veterano della guerra italo-turca e della prima guerra mondiale. Durante la seconda guerra mondiale dal 1940 al 1943 fu a Firenze dove fu comandante dapprima della divisione territoriale e poi della difesa territoriale della città toscana. Dopo la firma dell'armistizio dell'8 settembre 1943 venne catturato dai tedeschi il 22 successivo e deportato nel campo Offizierlager 64/Z a Schokken, in Polonia, dove poi decedette per stenti, una volta ricoverato presso l'infermeria di Wöllstein.

## Biografia
Nacque a Roma il 2 dicembre 1879, figlio di Leone. Arruolatosi nel Regio Esercito a 17 anni quale soldato volontario nel 70º Reggimento fanteria "Ancona", nel 1901, col grado di sergente, iniziò a frequentare come Allievo ufficiale la Regia Accademia Militare di Fanteria e Cavalleria di Modena, uscendone con il grado di sottotenente, assegnato all'arma di fanteria il 7 settembre 1903. Promosso tenente il 7 settembre 1906.
A partire dall'ottobre 1911 prese parte, col 63º Reggimento fanteria "Cagliari" alla guerra italo-turca, distinguendosi nell'occupazione di Misurata (8 luglio 1912), tanto da venire decorato con la Medaglia di bronzo al valor militare.
Rimpatriato, frequentò i corsi della Scuola di guerra dell'esercito negli anni 1912-1914, e all'atto dell'entrata in guerra del Regno d'Italia, avvenuta il 24 maggio 1915, già promosso capitano, raggiunse il comando della 26ª Divisione dal quale passò poi a prestare servizio presso i comandi della 24ª e ancora della 23ª Divisione. Nel 1917, promosso maggiore, fu trasferito nel Corpo di Stato maggiore ed assegnato all'Intendenza generale a Roma. Sul finire del conflitto fu promosso tenente colonnello.
Dopo la fine del primo conflitto mondiale prestò servizio nella delegazione trasporti di Bologna, poi in quella di Venezia e ancora come Capo di stato maggiore della Brigata Livorno. Promosso colonnello nel 1926, a partire dal gennaio 1928 comandò il 41º Reggimento fanteria "Modena", rimanendovi per i successivi per due anni.
Nel 1930 fu chiamato a prestare servizio presso il Comando delle Scuole militari centrali a Civitavecchia, dove insegnò armi portatili e tiro per 4 anni. Il 16 gennaio 1935 fu promosso generale di brigata, assumendo dapprima il comando della 2ª Brigata di fanteria, e poi quello di vicecomandante della 2ª Divisione fanteria "Sforzesca" a Novara. Divenuto generale di divisione il 1 luglio 1937, fu assegnato all'Ispettorato di fanteria a Roma.
Nel marzo 1938 fu nominato comandante della 29ª Divisione fanteria "Peloritana" a Catania (poi divenuta "Piemonte" nell'aprile 1939). Dal 10 giugno 1940, giorno dell'entrata nella seconda guerra mondiale del Regno d'Italia, venne sostituito nell'incarico dal generale Giovanni Cerio e trasferito a Firenze, dove comandò prima la divisione territoriale e poi, promosso generale di corpo d'armata il 1 gennaio 1941, la difesa territoriale sino al 1943.
A seguito delle vicende armistiziali dell'8 settembre 1943, decise di non armare la popolazione civile, ma inviò il generale Giorgio Morigi a contrastare l'avanzata dei tedeschi, cosa che avvenne senza successo. Il 12 settembre 1943 i tedeschi collocano il Comando Militare Territoriale nel Palazzo Comiliter di piazza San Marco, occupando il Comando del Corpo d'armata e affidando la direzione al colonnello von Kunowski. Fu catturato dai tedeschi il 22 a Firenze e da loro tradotto in Polonia per essere rinchiuso nell'Offizierlager 64/Z di Schokken, dove giunse il 1º ottobre. A causa degli stenti patiti, fu ricoverato presso l'infermeria di Wöllstein il 14 agosto 1944 e si spense nella notte del 4 novembre seguente. Venne sepolto nel cimitero di Salka, nei pressi della chiesetta e del bosco adiacenti al campo stesso.

## Pubblicazioni
- Il tiro a puntamento indiretto con la mitragliatrice pesante mod. 14, Istituto Poligrafico dello Stato, Roma, 1934.

### Fonti
1. 1 2 3 4 5 6 7 8 9  Generals.
2. ↑   Bollettino ufficiale delle nomine, promozioni e destinazioni negli ufficiali e sottufficiali del R. esercito italiano e nel personale dell'amministrazione militare, 1924,  p. 681. URL consultato il 20 settembre 2019.
3. ↑  Pettibone 2010, p. 113.
4. 1 2  Toscana Novecento.
5. ↑  Supplemento Ordinario alla Gazzetta Ufficiale del Regno d'Italia n.178 del 30 luglio 1941, pag.22.
6. ↑   Bollettino ufficiale delle nomine, promozioni e destinazioni negli ufficiali e sottufficiali del R. esercito italiano e nel personale dell'amministrazione militare, 1920,  p. 53. URL consultato il 20 settembre 2019.
7. ↑   Bollettino ufficiale delle nomine, promozioni e destinazioni negli ufficiali e sottufficiali del R. esercito italiano e nel personale dell'amministrazione militare, 1938,  p. 555. URL consultato il 20 settembre 2019.
8. ↑  Supplemento Ordinario alla Gazzetta Ufficiale del Regno d'Italia n.295 del 14 dicembre 1942, pag.13.
9. ↑  Registrato alla Corte dei Conti lì 29 settembre 1937, registro 36, foglio 23.